# Cholstrey
Cholstrey – przysiółek w Anglii, w Herefordshire, w dystrykcie (unitary authority) Herefordshire. Leży 3 km od miasta Leominster, 19,7 km od miasta Hereford i 202,2 km od Londynu. Cholstrey jest wspomniana w Domesday Book (1086) jako Cerlestreu.